# Down to Earth (Stevie Wonder)
Down to Earth is het zevende studioalbum van Stevie Wonder. Het werd op 16 november 1966 uitgebracht. Op het album staat de hit "A Place in the Sun". Met het nummer "Hey Love" zou Betty Lavette een jaar later een hit zou scoren. Op het album staan covers van "Mr. Tambourine Man" en "Bang Bang (My Baby Shot Me Down)".

## Composities
| Nr. | Titel                                         | Schrijver(s)                           | Duur |
| --- | --------------------------------------------- | -------------------------------------- | ---- |
| 1.  | A Place in the Sun                            | Ron Miller, Bryan Wells                | 2:52 |
| 2.  | Bang Bang                                     | Sonny Bono                             | 2:42 |
| 3.  | Down to Earth                                 | Miller, Avery Vanderberg               | 2:50 |
| 4.  | Thank You Love                                | Henry Cosby, Sylvia Moy, Stevie Wonder | 2:55 |
| 5.  | Be Cool, Be Calm (And Keep Yourself Together) | Cosby, Moy, Wonder                     | 2:43 |
| 6.  | Sylvia                                        | Cosby, Moy, Wonder                     | 2:34 |

| 1.                 | My World Is Empty Without You        | Brian Holland, Lamont Dozier, Eddie Holland | 2:53 |
| 2.                 | The Lonesome Road                    | Gene Austin, Nat Shilkret                   | 3:06 |
| 3.                 | Angel Baby (Don't You Ever Leave Me) | Cosby, Moy                                  | 2:45 |
| 4.                 | Mr. Tambourine Man                   | Bob Dylan                                   | 2:30 |
| 5.                 | Sixteen Tons                         | Merle Travis                                | 2:42 |
| 6.                 | Hey Love                             | Morris Broadnax, Clarence Paul, Wonder      | 2:41 |
| Totale duur: 77:34 |                                      |                                             |      |

## Bezetting
- Benny Benjamin – drums
- James Jamerson – basgitaar
- Stevie Wonder – mondharmonica, keyboard, zang